# Manuel Teles da Silva, 6.º Conde de Vilar Maior
Manuel Teles da Silva, 6.° Conde de Vilar Maior, (23 de fevereiro de 1727 – 25 de fevereiro de 1789) foi um nobre português. Foi académico da Academia Real de História Portuguesa, fundador e secretário da Academia dos Ocultos e foi sócio da Academia Real das Ciências de Lisboa.